# Marsdenia coronata
Marsdenia coronata är en oleanderväxtart som beskrevs av George Bentham. Marsdenia coronata ingår i släktet Marsdenia och familjen oleanderväxter. Inga underarter finns listade i Catalogue of Life.